# 柳京鄭周永體育館

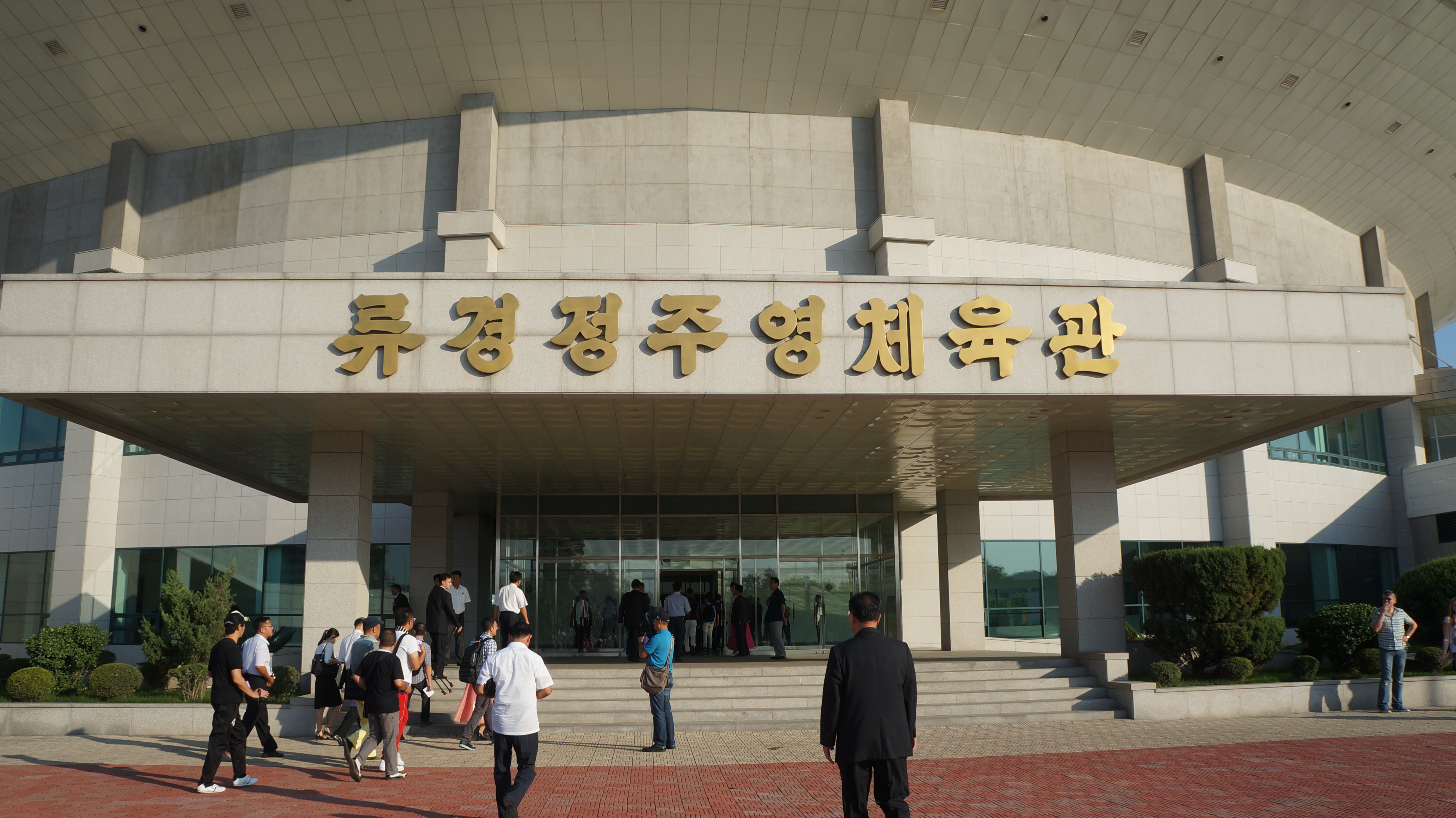
体育馆大门

柳京鄭周永體育館（：／）座落於朝鮮首都平壤市中心，在柳京飯店與普通江畔之間，旁邊是金日成綜合大學及平壤首家汉堡包快餐店。体育馆始建于1998年10月，2003年10月6日開幕，設有12,309個座位，館內有能夠開展籃球等多種體育比賽和文化活動的廳室，外邊則有輔助運動場。 
這座體育館是由已故韓國現代集團創辦人鄭周永及其第五子鄭夢憲捐資4700萬美元興建。但鄭周永於2001年3月不幸死于由肺炎引起的呼吸系統衰竭，未能參加柳京鄭周永體育館開幕。